# Arnošt Špidla
Arnošt Špidla (19. února 1910 Olomouc-Holice – 7. května 1942 Koncentrační tábor Mauthausen) byl český odbojář z období druhé světové války popravený nacisty.

## Život
Arnošt Špidla se narodil 19. února 1910 v rodině Arnošta a Rosalie Špidlových v olomoucké části Holice. Vystudoval Československé státní reformované reálné gymnázium, kde v roce 1930 maturoval. Poté nastoupil na Lékařskou fakultu Mararykovy univerzity v Brně. Zde studoval až do roku 1939, studium byl nucen přerušovat ze zdravotních důvodů. Trpěl tuberkulózou kolene. V čase uzavření českých vysokých škol nacisty v témže roce mu k dokončení chyběla už jen závěrečná státní zkouška. Společně se svým bratrem Ladislavem vstoupili do protinacistického odboje. Konkrétně podporoval příslušníky sovětského výsadku S/1. Za toto byl dne 26. listopadu 1941 v Brně zatčen gestapem a uvězněn v Kounicových kolejích. Dne 22. prosince 1941 byl stanným soudem odsouzen k trestu smrti, který byl vykonán v koncentračním táboře Mauthausen 7. května 1942. S bratrem Ladislavem byli zastřeleni v časovém rozpětí dvou minut.

## Rodina
Otec Arnošt Špidla (1881-1936) pracoval jako vrchní topič v cukrovaru Uherský Ostroh, bratr Ladislav byl vojákem z povolání nejprve v Československé armádě a poté v protektorátním Vládním vojsku. Kromě něj měl ještě sestru Ludmilu a bratra Františka. Arnoštova přítelkyně Marie Knoblichová se kvůli památce na něj nikdy neprovdala a zůstala ve styku s jeho rodinou.

## Posmrtná ocenění
- Arnoštu Špidlovi udělila Lékařská fakulta Masarykovy univerzity dne 23. října 1947 in memoriam titul MUDr.